# Kościół Świętego Krzyża w Kownie
Kościół Karmelitów pod wezwaniem Świętego Krzyża w Kownie – świątynia barokowa powstała w 2 połowie XVII wieku. Obecnie znajduje się pod adresem Gedimino g. 1 w Kownie.

## Historia
W 1510 roku darowano znajdujący się za ówczesnym miastem plac nad Niemnem pod budowę nowej świątyni, w związku z czym powstała kaplica zarządzana przez proboszcza parafialnego. W XVII wieku przy kościele założono parafię, a 23 lipca 1685 roku poświęcono kamień węgielny w związku z budową murowanej świątyni. W dniu 27 czerwca 1700 r. biskup wileński Konstanty Kazimierz Brzostowski poświęcił nowy kościół Św. Krzyża. Dwuwieżowy kościół na planie krzyża łacińskiego został wzniesiony w stylu dojrzałego baroku według projektu, którego autorami byli prawdopodobnie bracia Carlo Puttini i Pietro Puttini (projektanci kościoła przy klasztorze w Pożajściu). Wieże i frontony zostały uszkodzone podczas wojny północnej, w związku z czym frontony ukończono około 1830 roku, a wieże w latach 1895–1900. 
Od 1770 roku kościół należał do zakonu karmelitów bosych, którzy otrzymali go w zamian za przekazanie miastu domów i placów, z wyjątkiem murowanego kościoła św. Eliasza fundacji kasztelana smoleńskiego Krzysztofa Benedykta Niemirowicza-Szczytta i jego żony Anny z Kieżgajło-Zawiszów, i dopłaty w wysokości 40 tys. złotych. Od tej pory karmelici bosi posiadali w Kownie dwa kościoły: dotychczasowy pw. św. Eliasza z pocz. XVIII w. i pw. Św. Krzyża.
W 1831 i 1836 roku w związku z epidemią cholery w klasztorze karmelitów mieścił się szpital. W roku 1845 Rosjanie zamknęli oba kościoły karmelitów bosych w Kownie. W kościele Św. Krzyża urządzili graciarnię, niszcząc ołtarze barokowe, ambonę, chór organowy, rzeźby i obrazy, a po 1880 roku umieszczono w nim magazyn wojskowy. Zamknięto też w 1845 roku klasztor karmelitów, w którym umieszczono do 1970 roku szpital, a potem fabrykę galanterii.
Dzięki staraniom polskiego biskupa Aleksandra Kazimierza Bereśniewicza Rosjanie zwrócili kościół wiernym i do 1898 roku ustawiono nowe neoklasycystyczne organy, ambonę, chór i sfinansowano zakup trzech dzwonów. Obrazy i freski namalował Jan Kerle z Tyrolu.
W bocznych nawach znajdują się ołtarze Matki Boskiej Bolesnej i św. Jana od krzyża z obrazami autorstwa Michała Andriollego. W bocznych kaplicach znajdują się obrazy Matki Bożej z Góry Karmel z końca XVII wieku czczony przez bractwo św. Szkaplerza i obraz św. Józefa.
W roku 1956 namalowano na zewnętrznych ścianach kompozycję „Ukrzyżowanie” oraz „Najświętsza Maryja i św. Jan”.
Przed kościołem znajduje się żeliwna neogotycka kapliczka z napisami w języku polskim.

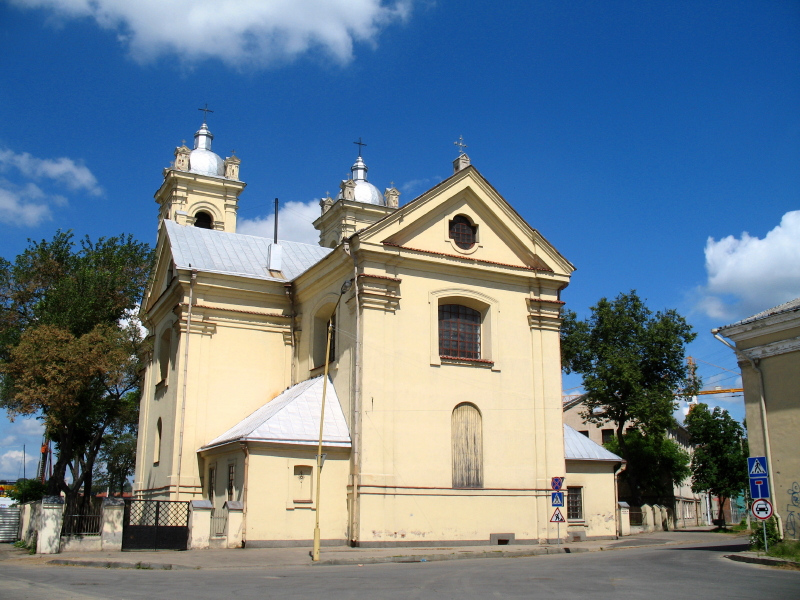
Kościół karmelitów